# Phaonia xanthofemina
Phaonia xanthofemina är en tvåvingeart som beskrevs av Shinonaga et Kano 1971. Phaonia xanthofemina ingår i släktet Phaonia och familjen husflugor. Inga underarter finns listade i Catalogue of Life.